# Vitale (nome)
Vitale  è un nome proprio di persona italiano maschile.

## Varianti
- Maschili: Vitalio
  - Alterati: Vitalino
- Femminili: Vitala, Vitalia[3]
  - Alterati: Vitalina[1]

### Varianti in altre lingue
- Bielorusso: Віталь (Vital')
- Catalano: Vidal
- Francese: Vital
- Latino: Vitalis[1][2]
  - Femminili: Vitalia
  - Alterati femminili: Vitalina[1]
- Lettone: Vitālijs
- Lituano: Vitalijus[2]
  - Femminili: Vitalija[3]

- Polacco: Witalis
- Portoghese: Vital
- Russo: Виталий (Vitalij)[2]
  - Ipocoristici: Витя (Vitja)[2]
  - Femminili: Виталия (Vitalija)[2]
- Spagnolo: Vidal[2], Vital
- Ucraino: Віталій (Vitalij)
- Ungherese: Vitális
- Veneto: Vitałe

## Origine e diffusione
Continua il cognomen romano Vitalis, che, tratto dall'omonimo aggettivo, vuol dire letteralmente "vitale", "vigoroso", "pieno di vita" (o anche "della vita" o "che dà vita"), e ha quindi significato analogo ai nomi Vivenzio, Viviana, Vivo, Zoilo e Zotico. Il nome Vitaliano è un derivato di Vitale.

## Onomastico
Il nome venne portato da numerosi martiri fra i primi cristiani; l'onomastico può essere festeggiato quindi in memoria di diversi santi, commemorati alle date seguenti:
- 11 gennaio, san Vitale da Gaza o di Alessandria, monaco
- 14 febbraio, san Vitale, martire a Spoleto[5]
- 9 marzo, san Vitale di Castronovo, asceta presso Rapolla[5]
- 17 aprile, san Vitale di Vaste, prefetto
- 28 aprile, san Vitale di Milano, soldato, martire a Ravenna[4][5]
- 16 maggio, beato Vitale Vladimiro Bajrak, sacerdote e martire a Drohobyč[5]
- 31 maggio, san Vitale, monaco ed eremita presso Assisi[5]
- 10 luglio, san Vitale, martire con la madre Felicita e i sei fratelli a Roma[5]
- 16 settembre, san Vitale di Savigny, abate[5]
- 22 settembre, san Vitale, soldato della Legione Tebea, martire con sant'Innocenzo ad Agauno[5]
- 16 ottobre, san Vitale, eremita presso Retz[5]
- 20 ottobre, san Vitale, vescovo di Salisburgo[5]
- 4 novembre, san Vitale, martire a Bologna con sant'Agricola[5]

## Persone
- Vitale, arcivescovo di Milano
- Vitale, arcivescovo di Pisa
- Vitale d'Assisi, religioso e santo italiano
- Vitale di Blois, scrittore e poeta francese
- Vitale da Bologna, pittore italiano
- Vitale di Castronovo, monaco e santo italiano
- Vitale da Gaza, monaco e santo
- Vitale di Savigny, abate e santo francese
- Vitale Bramani, inventore, alpinista e guida alpina italiano
- Vitale Candiano, doge della Repubblica di Venezia
- Vitale Candiano, Patriarca di Grado
- Vitale De Stefano, attore e regista italiano
- Vitale Falier de' Doni, doge della Repubblica di Venezia
- Vitale Giambone, partigiano italiano
- Vitale Giordano, matematico italiano
- Vitale I Michiel, doge della Repubblica di Venezia
- Vitale II Michiel, doge della Repubblica di Venezia
- Vitale Nocerino, giocatore di biliardo italiano
- Vitale Orseolo, vescovo cattolico italiano
- Vitale Partecipazio, vescovo italiano

### Variante Vitalij

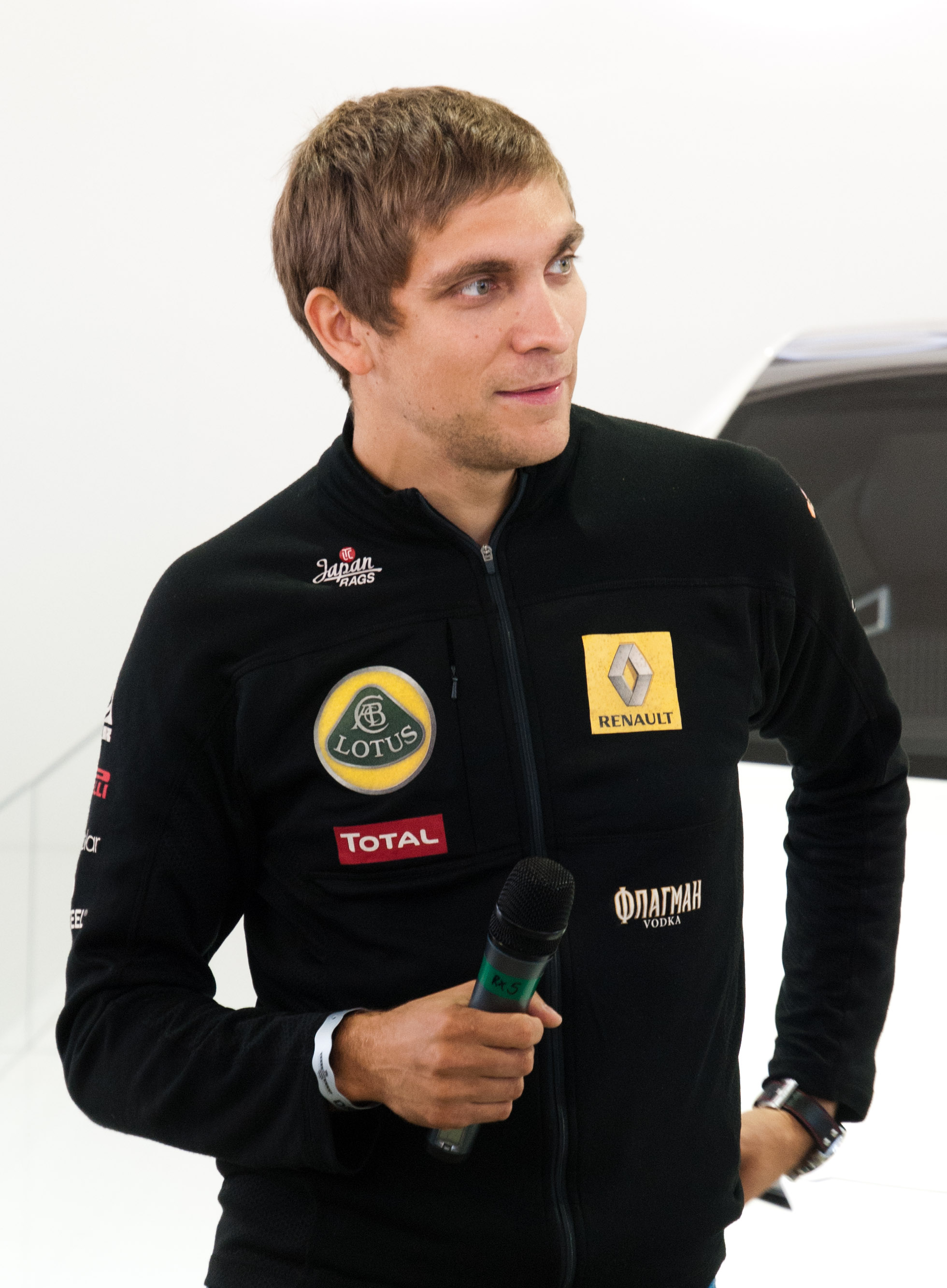
Vitalij Aleksandrovič Petrov

- Vitalij Aab, hockeista su ghiaccio tedesco
- Vitalij Valentinovič Bianki, scrittore e naturalista sovietico
- Vitalij Aleksandrovič Čechover, scacchista e compositore di scacchi russo
- Vitalij Valerianovič Ceškovskij, scacchista russo
- Vitalij Lazarevič Ginzburg, fisico sovietico
- Vitalij Klyčko, pugile e politico ucraino
- Vitalij Komar, pittore russo
- Vitalij Aleksandrovič Petrov, pilota automobilistico russo
- Vitalij Popkov, ciclista su strada e pistard ucraino
- Vitalij Ivanovič Sevast'janov, cosmonauta, politico e ingegnere sovietico
- Vitalij Vicenec', calciatore ucraino
- Vitalij Ivanovič Vorotnikov, politico sovietico

### Variante Vital
- Vital Borkelmans, calciatore belga
- Vital du Four, religioso e cardinale francese
- Vital Eiselt, cestista jugoslavo
- Vital Roux, commerciante e pubblicista francese

### Variante Vitālijs

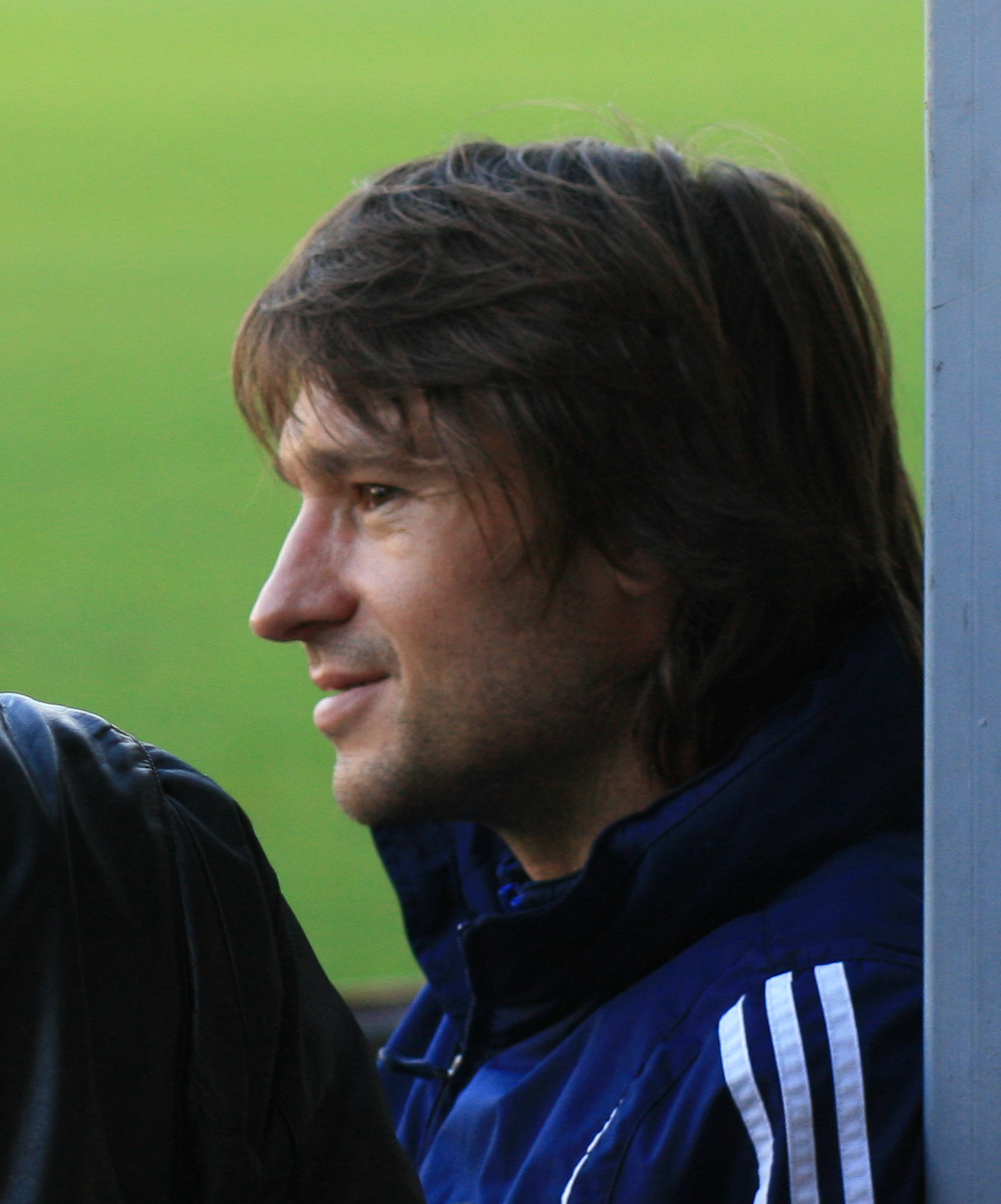
Vitālijs Astafjevs

- Vitālijs Astafjevs, calciatore lettone
- Vitālijs Dolgopolovs, calciatore lettone
- Vitālijs Maksimenko, calciatore lettone
- Vitālijs Smirnovs, calciatore lettone
- Vitālijs Teplovs, calciatore lettone

### Altre varianti maschili
- Vidal, poeta portoghese
- Vitalijus Kavaliauskas, calciatore lituano
- Vidal Sanabria, calciatore paraguaiano
- Vitalis Takawira, calciatore zimbabwese

### Varianti femminili
- Vitalija Tuomaitė, cestista lituana

## Il nome nelle arti
- Vitale Federici è il protagonista del romanzo breve I sotterranei della cattedrale di Marcello Simoni.